# Boixos Nois
Los Boixos Nois  (en catalán "chicos locos") son un grupo ultra del Fútbol Club Barcelona. Fue fundado en 1981.

## Simbolismo del logotipo
El logotipo consta de una circunferencia exterior blanca con un bulldog en el centro. En el lado izquierdo del círculo se encuentra una bandera catalana y en el lado derecho la bandera del Barça. En la parte superior se encuentra el nombre de la banda, Boixos Nois, mientras que en la parte inferior se encuentra el nombre del club, FC Barcelona.

## Historia
Originalmente se situaban en la zona Gol Sur del Camp Nou, y después fueron trasladados al Gol Norte. En su historia han provocado multitud de incidentes, peleas y agresiones a otras aficiones. Miembros de los Casuals FCB, la facción más violenta de la peña, han sido asociados con actividades criminales, como el tráfico de armas y coacciones.
El 13 de enero de 1991, cinco miembros del grupo fueron responsables de la muerte del seguidor del RCD Español de Barcelona y miembro de Brigadas Blanquiazules Frederic Rouquier, quien murió a causa de varias puñaladas en los alrededores del antiguo Estadio Sarriá. Ese mismo día, a otro miembro de Brigadas Blanquiazules también le asestaron varias puñaladas, pero consiguió sobrevivir.
La policía llegó a incautar un arsenal de armas (blancas y de fuego) a algunos de los miembros más radicales del grupo, quienes además se veían implicados en atracos a narcotraficantes tanto marroquíes como colombianos para luego vender la mercancía robada.
Han llegado, incluso, a encararse y enfrentarse a los Mozos de Escuadra de Cataluña.
Siendo Joan Laporta presidente de la asociación balompédica, en el año 2003 se les niega la entrada al estadio alegando a su violencia y peligrosidad, y se les intenta prohibir la entrada en los estadios donde viajan.
En 2019 la comisión antiviolencia del deporte los declara "grupo violento".
Aunque comenzaron siendo anarquistas y catalanistas férreos, actualmente se les considera, ideológicamente, de extrema derecha, habiendo vertientes más cercanas al nacionalismo español y otras de mayor afinidad al catalanismo; siempre centradas, en todo caso, entorno a ideales nacionalistas exaltados.

## Alianzas y rivalidades
- Rivales: Sus mayores rivales son las Brigadas Blanquiazules, ultras del RCD Espanyol; los Ultras Sur, ultras del Real Madrid, los Biris Norte del Sevilla, los Yomus, ultras del Valencia CF y Bukaneros, ultras del Rayo Vallecano.
- Aliados: Están hermanados con los Standarte Bremen, el grupo de aficionados radicales del Werder Bremen. , amistades personales con Supporters Gol Sur del Betis y United Family del Betis